# Lijst van oorlogsmonumenten in Bladel
De Nederlandse gemeente Bladel heeft negen oorlogsmonumenten. Hieronder een overzicht.
| Nr.  | Object                             | Herdachte groep                                                                 | Ontwerper                                              | Onthulling        | Type            | Locatie                          | Plaats    | Coördinaten                   | Foto                               |
| ---- | ---------------------------------- | ------------------------------------------------------------------------------- | ------------------------------------------------------ | ----------------- | --------------- | -------------------------------- | --------- | ----------------------------- | ---------------------------------- |
| 278  | Monument aan het Heieind           | algemeen, geallieerde militairen, verzet Nederland                              | Jan Janssen                                            | 21 september 1999 | gedenksteen     | Heieind, 5528 NT                 | Hoogeloon | 51° 24' 27" NB, 5° 15' 6" OL  |                                    |
| 777  | Herdenkingsmuur                    | geallieerde militairen, burgerslachtoffers                                      | J.A. Verhoeven                                         |                   | gedenkmuur      | Neterselseweg, 5531 PH           | Bladel    | 51° 22' 59" NB, 5° 12' 45" OL | Herdenkingsmuur                    |
| 780  | Mariakapel                         | verzet Nederland                                                                |                                                        |                   | plaquette       | Fons van der Heijdenstraat, 5534 | Netersel  | 51° 25' 8" NB, 5° 13' 7" OL   | Mariakapel                         |
| 781  | Oorlogsmonument                    | vervolgden Nederland, verzet Nederland                                          | Fons Roijmans (29-06-1928)                             | 22 september 1992 | gedenksteen     | Postelsedijk, 5531 RV            | Bladel    | 51° 20' 43" NB, 5° 12' 30" OL |                                    |
| 782  | Herdenkingsmonument                | allen, geallieerde militairen, militairen in dienst van het Ned. Kon. 1940-1945 | Toos Beijsens, Jan Janssen                             | 4 mei 2002        | zuil            | Valensplein, 5528 AL             | Hoogeloon | 51° 23' 43" NB, 5° 16' 0" OL  | Herdenkingsmonument                |
| 2222 | Monument voor Amerikaanse Piloten  | geallieerde militairen                                                          | Jan Janssen                                            | 4 mei 2003        | gedenksteen     | Wagenbroeken, 5528               | Hoogeloon | 51° 23' 22" NB, 5° 14' 55" OL | Monument voor Amerikaanse Piloten  |
| 2595 | Monument voor Geallieerde Vliegers | geallieerde militairen                                                          | Ad van Zantvoort (22-03-1958)                          | 27 juni 2004      | overig          | Ruttestraat, 5534 AP             | Netersel  | 51° 24' 41" NB, 5° 12' 4" OL  | Monument voor Geallieerde Vliegers |
| 2660 | Herdenkingsramen in de Mariakapel  | militairen in dienst van het Ned. Kon. 1940-1945                                | Luc van Hoek (1910), Cor Donkers (ontwerp nieuwe raam) | 4 mei 1995        | glas-in-lood    | Hoogcasterseweg, 5528            | Hoogeloon | 51° 23' 59" NB, 5° 16' 32" OL | Herdenkingsramen in de Mariakapel  |
| 3476 | Bevrijdingsmonument Maria met kind | algemeen, militairen in dienst van het Ned. Kon. na 1945                        |                                                        |                   | beeld/sculptuur | Sniederslaan 46, 5531 EL         | Bladel    | 51° 22' 5" NB, 5° 13' 15" OL  |                                    |

Alphen-Chaam ·
Altena ·
Asten ·
Baarle-Nassau ·
Bergeijk ·
Bergen op Zoom ·
Bernheze ·
Best ·
Bladel ·
Boekel ·
Boxtel ·
Breda ·
Cranendonck ·
Deurne ·
Dongen ·
Drimmelen ·
Eersel ·
Eindhoven ·
Etten-Leur ·
Geertruidenberg ·
Geldrop-Mierlo ·
Gemert-Bakel ·
Gilze en Rijen ·
Goirle ·
Halderberge ·
Heeze-Leende ·
Helmond ·
's-Hertogenbosch ·
Heusden ·
Hilvarenbeek ·
Laarbeek ·
Land van Cuijk ·
Loon op Zand ·
Maashorst ·
Meierijstad ·
Moerdijk ·
Nuenen, Gerwen en Nederwetten ·
Oirschot ·
Oisterwijk ·
Oosterhout ·
Oss ·
Reusel-De Mierden ·
Roosendaal ·
Rucphen ·
Sint-Michielsgestel ·
Someren ·
Son en Breugel ·
Steenbergen ·
Tilburg ·
Valkenswaard ·
Veldhoven ·
Vught ·
Waalre ·
Waalwijk ·
Woensdrecht ·
Zundert